# Saint-Martin-du-Puy, Nièvre
Saint-Martin-du-Puy este o comună în departamentul Nièvre din centrul Franței. În 2009 avea o populație de 289 de locuitori.

## Evoluția populației
| An        | 1975 | 1982 | 1990 | 1999 | 2006 | 2009 |
| --------- | ---- | ---- | ---- | ---- | ---- | ---- |
| Populație | 392  | 375  | 314  | 281  | 353  | 289  |